# Agapetus azureus
Agapetus azureus är en nattsländeart som först beskrevs av Stephens 1829.  Agapetus azureus ingår i släktet Agapetus och familjen stenhusnattsländor. Inga underarter finns listade i Catalogue of Life.